# 吉林美术出版社
吉林美术出版社是中华人民共和国吉林省的一家美术作品出版社，成立于1984年11月。ISBN代码为978-7-5386。现居于吉林出版集团旗下。
该出版社于1999年与香港碧日出版事业有限公司合资成立吉美文化。
吉美文化在漫画市场与小学馆合作。其先从人民美术出版社处转让得日本漫画《机器猫》的单行本发行权，经小学馆要求改名《哆啦A梦》后由碧日出版事业有限公司重新翻译后再版。不久后部分引进小学馆低龄漫画杂志《coro-coro》，先后命之为《吉林画报漫画版》、《吉美漫画》，该杂志以《哆啦A梦》的周边漫画为主要宣传点。
《吉美漫画》2006年1月1日起采用现名《龙漫》，同年7月增设少年向的漫画、轻小说刊物《龙漫少年星期天》（名字来源于小学馆的少年漫画杂志《周刊少年Sunday》，亦有连载小学馆旗下部分作品，但杂志为月刊而非周刊）。
2009年被新闻出版署评选为全国百佳图书出版单位（美术类）。

## 出版期刊
- 《龙漫》
- 《龙漫少年星期天》

## 引進動漫
- 《可乐小子》（樫本学）
- 《乱马1/2》（高桥留美子）
- 《犬夜叉》（高桥留美子）[3][4]
- 《天方魔谭MAGI》（大高忍）
- 《JoJo的奇妙冒险》[5]（荒木飞吕彦）

## 相关项目
- 吉美文化

## 備註
1. ↑  《吉林画报》由吉林出版集团旗下的吉林画报社出版，与吉林美术出版社并无直接联系。